# Die Erbin (1949)
Die Erbin (Originaltitel: The Heiress) ist ein US-amerikanisches Filmdrama aus dem Jahre 1949 von William Wyler, basierend auf dem Theaterstück The Heiress von Ruth und Augustus Goetz, das wiederum auf den Roman Washington Square von Henry James zurückgeht. Der Film wurde mit insgesamt vier Oscars ausgezeichnet, darunter einer für die Hauptdarstellerin Olivia de Havilland. Tragende Rollen sind mit Montgomery Clift, Ralph Richardson und Miriam Hopkins besetzt.

## Handlung
New York, Mitte des 19. Jahrhunderts: Die junge Catherine Sloper, einziges Kind des wohlhabenden Arztes Dr. Austin Sloper, lebt im Hause ihres Vaters ein unscheinbares Dasein, und ist besonders Fremden gegenüber extrem schüchtern. Sie besitzt ein beträchtliches Vermögen aus dem Nachlass der verstorbenen Mutter und wird nach dem Tode des Vaters auch dessen Erbe erhalten. Der seiner Tochter gegenüber distanziert wirkende Dr. Sloper kommt noch immer nicht über den Tod seiner Frau hinweg. In seiner Trauer vergleicht er seine Tochter Catherine immer wieder mit seinem idealisierten Bild ihrer Mutter, die wegen ihrer Schönheit und Anmut stets bewundert wurde. Seiner Meinung nach fehlen Catherine diese Eigenschaften, er empfindet seine Tochter als hässliches Entlein. Da Dr. Sloper fürchtet, dass sie keinen Mann abbekommen könnte, holt er seine verwitwete Schwester Lavinia zu sich, die Catherine in Frauensachen erziehen und unterstützen soll.
Auf der Hochzeitsfeier ihrer Cousine Marian mit Arthur Townsend lernt Catherine den gutaussehenden und wortgewandten Morris Townsend kennen, der sie mit viel Aufmerksamkeit beschenkt. Catherine verliebt sich in den jungen Müßiggänger, der keinem Beruf nachgeht und sein kleines Erbe für eine Reise nach Europa ausgegeben hat, und empfindet zum ersten Mal Liebesglück. Ihr Vater ist von der Verbindung mit Morris ganz und gar nicht begeistert, nicht nur weil dieser vermögenslos ist, sondern vor allem, weil er in ihm einen Mitgiftjäger sieht, der es nur auf das Geld seiner Tochter abgesehen hat. Tante Lavinia hingegen schätzt Morris und meint, dass der junge Mann, selbst wenn er  an Catherine hauptsächlich wegen ihres Vermögens interessiert sei, ihr doch als Ehemann mit seinem charmanten Wesen Freude bereiten könnte.
Ihr Vater versucht Catherine mit einer langen Europareise abzulenken, doch sie bleibt auch nach der Rückkehr in ihrer Liebe zu Morris fest. In einem offenen Streit mit ihrem Vater, den sie sonst immer ehrfurchtsvoll respektiert hat, wirft dieser ihr an den Kopf, sie besitze außer ihrem Vermögen keine weiteren attraktiven Eigenschaften. Catherine ist bereit, sich gegen ihren Vater zu stellen, nachdem sie für sich festgestellt hat, dass er sie nicht liebt. Sie will gemeinsam mit Morris fliehen, auch wenn sie in diesem Falle von ihrem Vater enterbt würde, was sie Morris auch in ihrer Ehrlichkeit und Unschuld erzählt. Doch zu dem vereinbarten Zeitpunkt der nächtlichen Flucht taucht Morris nicht auf und die wartende Catherine ist am Boden zerstört. Bald darauf verstirbt Dr. Sloper, ohne dass er sich mit seiner Tochter versöhnen konnte, und hinterlässt Catherine sein gesamtes Vermögen.
Einige Jahre später taucht ein abgebrannter und erfolgloser Morris, der in der Zwischenzeit in Kalifornien sein Vermögen machen wollte, wieder bei Catherine auf. Er versichert ihr erneut seine Liebe, und Catherine geht scheinbar darauf ein. Er kehrt noch am selben Abend zum Haus der Slopers zurück, um Catherine nun endlich zu heiraten. Doch nun rächt sich Catherine, die durch die gemachten Erfahrungen selbstbewusst und realistisch, aber zugleich auch unnahbar geworden ist: Sie verschließt kaltblütig die Tür vor dem Mann, dem sie noch am Nachmittag eine Ehe in Aussicht gestellt hat, und ignoriert seine Rufe und sein Klopfen. Entsetzt fragt Tante Lavinia sie, wie sie nur so grausam sein könne. Darauf antwortet Catherine: „Ich habe es ja gelernt, ich hatte gute Lehrmeister.“

## Hintergrund
Der Roman Washington Square von Henry James war im Jahre 1881 erschienen. Eng am Originaltext des Romans orientiert, verfasste das Ehepaar Ruth und Augustus Goetz 1947 das Bühnenstück The Heiress. Dieses wurde über ein Jahr erfolgreich am Broadway mit Wendy Hiller als Catherine und Basil Rathbone als Dr. Sloper aufgeführt. Olivia de Havilland hatte das Stück gesehen und schlug William Wyler vor, mit ihr in der Hauptrolle eine Filmversion zu produzieren. Ruth und Augustus Goetz wurden ebenfalls beauftragt, das Drehbuch zu schreiben. Für die Rolle des Dr. Sloper wurde der britische Theaterstar Ralph Richardson verpflichtet, der diese Rolle zuvor schon am Londoner Theater gespielt hatte. Des Weiteren repräsentierte Betty Linley aus der originalen Broadway-Besetzung von The Heiress ihre Rolle als Morris’ Schwester Mrs. Montgomery auch im Film.
Die Dreharbeiten verliefen nicht ohne Ärgernisse zwischen den Darstellern. Montgomery Clift war ein überzeugter Method Actor (einer der ersten seiner Art in Hollywood) und schätzte die Schauspielkunst seiner nach klassischem Schauspiel ausgebildeten Mitdarsteller als gering ein. Für eine Szene des Filmes, in der er das klassische Lied Plaisir d’amour von Jean-Paul-Égide Martini singt, lernte er sogar extra Klavier spielen. Am Ende war Clift dennoch mit seiner Darbietung unzufrieden und stürmte erbittert aus der Kinopremiere. Für die Szene, nachdem Catherine nachts vergeblich auf Morris gewartet hat und dann schweren Schrittes die Treppe hochsteigt, packte Regisseur Wyler Bücher in die Koffer, welche Catherine mit sich trug. Dadurch fiel De Havilland in dieser Szene das Gehen zwangsläufig schwer, was die Enttäuschung und Niedergeschlagenheit ihrer Figur noch untermalen sollte.
1997 erschien mit Die Erbin vom Washington Square unter Regie von Agnieszka Holland eine erneute Verfilmung des Romanes von Henry James. Bereits Anfang der 1990er-Jahre hatten Tom Cruise und Mike Nichols über eine Verfilmung des Romanes nachgedacht. Als sie jedoch die Verfilmung von 1949 gesehen hatten, entschieden sie sich gegen ein Remake: Wylers Film sei so perfekt gewesen, dass man diesen nicht mehr hätte steigern können.

## Synchronisation
Die deutschsprachige Synchronfassung entstand zur Kinopremiere 1950 bei Elite Film Franz Schroeder GmbH unter Leitung von Peter Elsholtz.
| Rolle                  | Schauspieler        | Dt. Synchronstimme    |
| ---------------------- | ------------------- | --------------------- |
| Catherine Sloper       | Olivia de Havilland | Antje Weisgerber      |
| Morris Townsend        | Montgomery Clift    | Paul Edwin Roth       |
| Dr. Austin Sloper      | Ralph Richardson    | Siegfried Schürenberg |
| Tante Lavinia Penniman | Miriam Hopkins      | Tatjana Sais          |

Heute kommt jedoch zumeist die 1979 für das ZDF neu angefertigte Synchronfassung zum Einsatz, die auch auf der 2006 erschienenen DVD enthalten ist. Hier wurde de Havilland von Ingrid Andree synchronisiert, Montgomery Clift von Christoph Bantzer. Auch Paul Edwin Roth war wieder mit von der Partie. Er sprach diesmal jedoch nicht für Clift, sondern wurde für Ralph Richardson eingesetzt.

## Veröffentlichung
Der Film hatte am 6. Oktober 1949 in New York City Premiere, am 20. Oktober 1949 startete er in Los Angeles und am 28. Dezember 1949 allgemein in den USA. Im darauffolgenden Jahr wurde er in folgenden Ländern veröffentlicht: Australien, Schweden, Mexiko, Frankreich, Argentinien, in London im Vereinigten Königreich, in Finnland, Dänemark, Japan und Italien. In der Bundesrepublik Deutschland wurde er am 19. Mai 1950 veröffentlicht, in Österreich am 10. November 1950.
Im Jahr 1951 erfolgte eine Veröffentlichung in der Türkei, in Portugal und in Spanien (Barcelona und Madrid). In Frankreich wurde der Film am 9. November 2016 in einer restaurierten Form wiederveröffentlicht. Veröffentlicht wurde der Film zudem in Brasilien, Bulgarien, China, Griechenland, Ungarn, Litauen, in den Niederlanden, in Norwegen, Polen, in der Sowjetunion, in der Schweiz, in Taiwan, in der Ukraine und in Jugoslawien.
2020 entstand für die deutsch synchronisierte Fernsehfassung eine Audiodeskription, die im Auftrag von arte von der Globe tv GmbH erstellt wurde und am 3. August 2020 zum ersten Mal ausgestrahlt wurde. Claudia Lenke war für Text und Sprachregie verantwortlich, die Bildbeschreibung wurde von Jörg Schuler eingesprochen.

## Kritiken
Obwohl Die Erbin brillante Kritiken erhielt, war der Film damals an den Kinokassen kein Erfolg. Heute wird er bei Kritikern unumstritten positiv gewertet und gilt als Meisterwerk.

„Mit psychologischer Eindringlichkeit schildert der Film das Schicksal eines reichen, jedoch äußerlich fast häßlichen Mädchens, das an der Kälte seines Vaters und an der Enttäuschung einer großen Liebe innerlich zugrunde zu gehen droht.“

„Psychologisch tief empfunden und gespielt: eine unvergessliche Leistung von Olivia de Havilland.“

„Intelligente und geschmackvolle Romanverfilmung, in der (neben adäquaten Partnern) Olivia de Havilland eine scharf konturierte, tief empfundene psychologische Charakterstudie bietet.“

„Zwei Komponenten machen den besonderen Reiz dieses Films aus: Zum einen die detailreiche Ausstattung, die die ostamerikanische Bürgerwelt um 1900 atmospärisch wiedererstehen lässt, und zum anderen die hervorragende schauspielerische Leistung der beiden Hauptdarsteller, deren psychologische Charakterstudien auf ihre langjährige Theatererfahrung verweisen.“

## Auszeichnungen
Oscar 1950
- Oscar in der Kategorie „Beste Hauptdarstellerin“ für Olivia de Havilland
- Oscar in der Kategorie „Bestes Szenenbild“ (Schwarzweiß) für John Meehan, Harry Horner und Emile Kuri
- Oscar in der Kategorie „Bestes Kostümdesign“ für Edith Head und Gile Steele
- Oscar in der Kategorie „Beste Filmmusik“ (Drama/Komödie) für Aaron Copland
- Nominierungen in den Kategorien „Bester Film“, „Beste Regie“, „Bester Nebendarsteller“ (Ralph Richardson) und „Beste Kamera“

Golden Globe Award 1950
- Golden Globe in der Kategorie „Beste Hauptdarstellerin – Drama“ für Olivia de Havilland
- Nominierung in der Kategorie „Beste Nebendarstellerin“ (Miriam Hopkins)

Library of Congress
- Aufnahme in das National Film Registry 1996

## Heim-Veröffentlichungen
- Die Erbin (DVD). Universal 2006
- The Heiress (DVD und Blu-Ray, englisch). Criterion Collection 2019.
- Die Erbin (DVD und Bluray). Koch-Media 2020.

## Soundtrack
- Aaron Copland: The Heiress. Suite. Auf: Copland: Music For Films. BMG/RCA 1994, Tonträger-Nr. 09026 61699 2 – digitale Neueinspielung von Auszügen der Filmmusik durch das Saint Louis Symphony Orchestra unter der Leitung von Leonard Slatkin